# Heterostegane flavata
Heterostegane flavata là một loài bướm đêm trong họ Geometridae.